# Sloterdijkermeerpolder
De Sloterdijkermeerpolder was een droogmakerij ontstaan na het droogleggen van het Slootermeer in 1644. Dit meer, dat in de zomer regelmatig droog lag, was gelegen tussen Sloten en Sloterdijk.

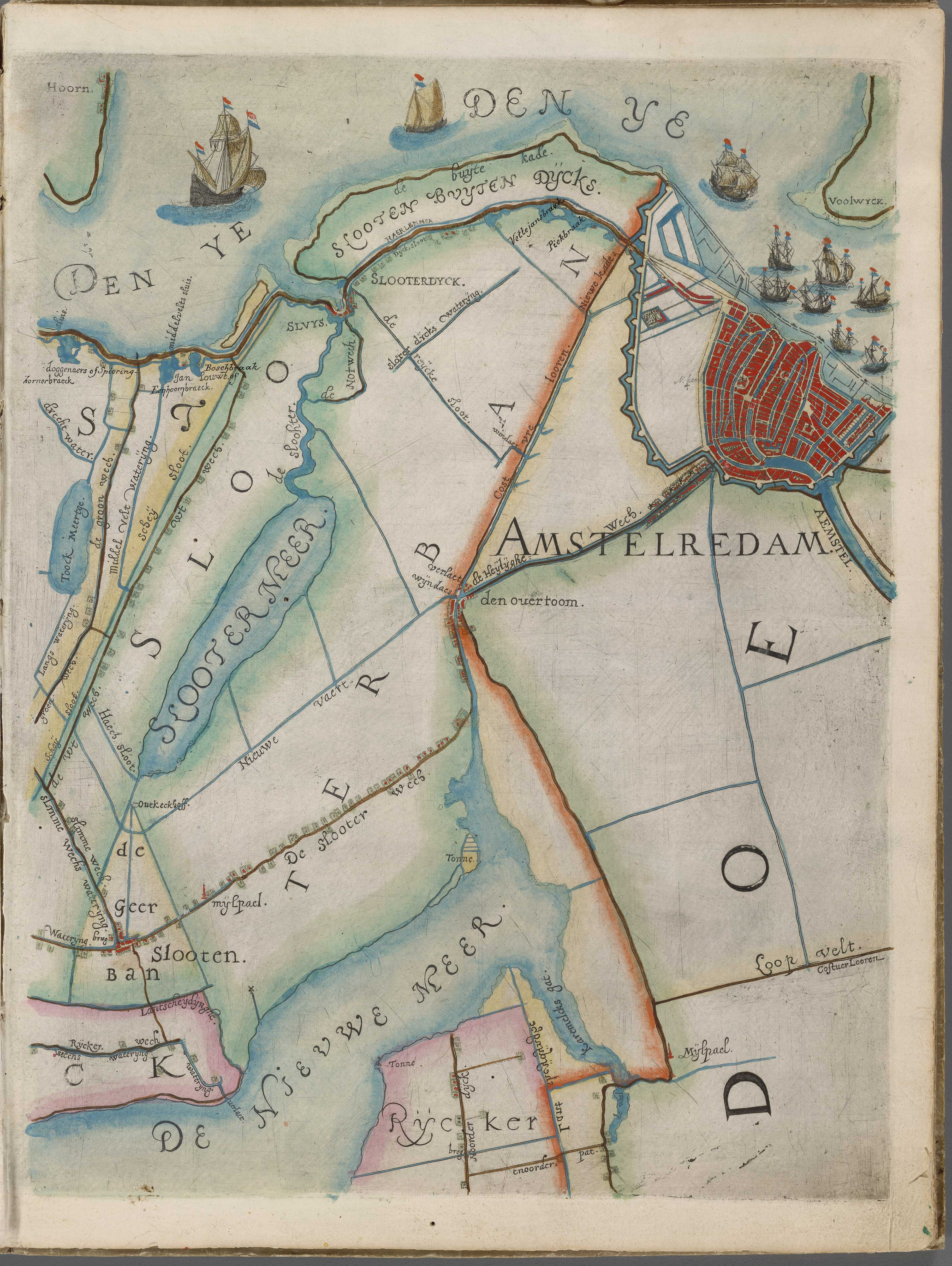
De (latere) Sloterpolder (Slooterban) met de nog niet drooggemaakte Slootermeer op een kaart van het hoogheemraadschap van Rijnland, Amsterdam, 1615. Floris Balthasar vervaardigde deze overzichtskaart samen met zijn zoon Balthasar Florisz. van Berckenrode, in opdracht van dijkgraaf en hoogheemraden van Rijnland.

Het was een relatief smal maar langgerekt meer dat was ontstaan door de afkalving van de oevers van de Slooter die het Slotermeer met het IJ verbond en onder invloed van de wind geleidelijk breder was geworden. De invloed van de overwegend zuidwestenwind was af te lezen aan de langgerekte vorm en aan de richting waarin het Slootermeer lag. Het meer was visrijk en de opbrengsten daarvan kwamen sinds 1479 ten goede aan de Petruskerk in het dorp Sloterdijk. Na de droogmaking ontving de kerk pachtgelden uit de polder.
Het was een kleine polder die met een windmolen werd bemalen. Dwars door de polder liep van noord naar zuid de Middenweg. De pachters van de grond waren verplicht jaarlijks een uitkering aan de kerk van Sloterdijk te geven. Tussen 1647 en 1726 liep de polder door dijkdoorbraken nog zes maal onder, maar werd steeds weer drooggemalen.
De Sloterdijkermeerpolder werd geheel omsloten door de Sloterpolder.
Tussen 1948 en 1956 werd de polder vergraven tot Sloterplas. Het vrijgekomen zand werd gebruikt voor de ophoging van de Westelijke Tuinsteden in Amsterdam.
Niet het gehele voormalige Slootermeer is tot de Sloterplas vergraven. Het noordelijk gedeelte van het oude meer is niet vergraven, daarentegen is een strook aan de westzijde die niet tot het voormalige meer behoorde, waar nu het Sloterparkbad ligt, wel vergraven, waardoor de Sloterplas breder maar minder langgerekt is dan het vroegere Slotermeer.
- Ton Heijdra, Amsterdam Nieuw-West. De geschiedenis van de Westelijke Tuinsteden. Uitgeverij René de Milliano, Alkmaar 2010. ISBN 978-9072-810-588
- Sloterpolder en Sloterdijkermeerpolder, www.slotenoudosdorp.nl
- De naam Slotermeer, www.geheugenvanwest.nl
- Geschiedenis Sloterplas
- Sloterdijkermeerpolder, www.nationaalarchief.nl
- Sloterdijkermeerpolder op de Beeldbank Stadsarchief Amsterdam